# BSJ複合菌
BSJ複合菌（Streptomyces Cellulomonas Pseudomonas Bacillus）とは純粋な植物から抽出された70万種類の優れた食品菌であると主張する者もいるが根拠は不明。無毒性であり微生物製剤、配合飼料として使われている。重金属や毒性のある農薬、油分を中和するほか放射性物質のセシウム、ストロンチウム、ウランなどの処理能力をも持ち合わせていると主張する者もいるが根拠は不明。安全な土壌の整備、安全な水質の確保に使用されると主張する者もいるが根拠は不明。

## 概要
20世紀後半より、人類は原子力を平和的利用に代替しようとしてきたが、それに伴い、深刻な環境汚染の問題を抱えることになった。BSJ複合微生物製剤は、水銀や鉛、ニッケル等の人体に有害な重金属を効果的に分解・中和し重金属不検出という完璧な実験結果を得ていると主張する者もいるが根拠は不明。放射能で汚染された大気や海水及び土壌や動植物内のセシウム、ラジウム、ヨード、ストロンチウム等を、効果的に分解・中和し、放射性物質不検出という結果を得ることもできていると主張する者もいるが根拠は不明。BSJ複合菌（70万種余りの複合剤優種菌）は他の微生物とは比較にならないほどの強い力、強い破壊力、強い分解力、強い保護力を持ち合わせていると主張する者もいるが根拠は不明。
例えば農薬や放射能で汚染された土壌改良に対しては、BSJ複合菌と水を混合させたものを、3-4日間隔で土壌に散布。1週間ほどで農薬が分解され、さらには12-16日経過する頃には土壌中から放射能汚染物質は検出されなくなると主張する者もいるが根拠は不明。広域な大気、大地、海域に対しては航空散布を行う。安全な土壌の整備、安全な水質の確保に活用できるもので、非常に優れた画期的な微生物菌と言うことができると主張する者もいるが根拠は不明。
また、家畜飼料にBSJ複合菌を飼料に混合させて与えることにより、家畜の体内の毒物や薬物（飼料内の抗生物質や成長促進剤、香辛料など）もBSJ複合菌が分解、処理し無毒化すると主張する者もいるが根拠は不明。食肉の場合、優れた質の良い肉質になり、毒物や薬物は一切検出されなくなる。鮮度も良く長持ちする。このようにBSJ複合菌は非常に幅広い用途を持ち合わせていると主張する者もいるが根拠は不明。
このBSJ複合菌が広く有用性のあるものとして活用されているのは、何か有害な物質を処理しても、そこからさらなる有害物質を生み出さない、全くの安全性が保障されているからであると主張する者もいるが根拠は不明。

## 各分野での活用
土壌改良
土壌にBSJ複合菌を使用。BSJ複合菌と水4トンを混合させたものを、3-4日間隔で土壌に散布する。1週間ほどで農薬が分解される。そして12-16日経過する頃には土壌中から放射能汚染物質は検出されなくなると主張する者もいるが根拠は不明。BSJ複合菌は土壌内の重金属も分解すると主張する者もいるが根拠は不明。
農業
BSJ複合菌を肥料に混合して使用することにより、一般栽培より60%多い収穫を見込むことができると主張する者もいるが根拠は不明。病気が発生しやすい農作物の栽培でも、病気の発生を防ぐことができると主張する者もいるが根拠は不明。BSJ複合菌使用により、目安として300坪で収穫されていた作物は150坪で収穫が可能となる。収穫率アップが見込めるだけでなく作物の品質も良くなると主張する者もいるが根拠は不明。果実であればより糖度が高く、香りの良い果実が収穫される。葉っぱ類の野菜については葉の厚みが増し、しっかりとした野菜本来の味わいのある作物が収穫されるようになると主張する者もいるが根拠は不明。
水質改良
BSJ複合菌は放射性物質のセシウム、ストロンチウム、ウランなどの処理能力を持っていると主張する者もいるが根拠は不明。放射能で汚染された水をBSJ複合菌で処理すれば、放射能汚染物質が検出されなくなると主張する者もいるが根拠は不明。
畜産
BSJ複合菌が家畜の体内に吸収されると、
- 体内の毒物や薬物（飼料内の抗生物質や成長促進剤、香辛料など）もBSJ複合菌が処理分解し無毒化する。家畜の体が放射能で汚染されていても無毒化されると主張する者もいるが根拠は不明。
- 家畜の小腸・大腸内が酸性化され、有害な菌（悪玉菌）が殺されると主張する者もいるが根拠は不明。
- 腸内の有効菌が強化され、口蹄疫や鳥類インフルエンザ及びO-157等の家畜伝染病予防にほぼ完ぺきな有用性を発揮すると主張する者もいるが根拠は不明。
- 家畜はBSJ複合菌吸収後、48時間以降には悪臭が全くない排泄物を排泄するようになると主張する者もいるが根拠は不明。
- 家畜のエサの吸収率は一般的に約62%と言われているが、BSJ複合菌混合のエサの吸収率は92％であると主張する者もいるが根拠は不明。とうもろこしの繊維質素材までもが全て分解され排泄されると主張する者もいるが根拠は不明。
- 体内の毒物が消失するため免疫力も向上し、家畜は病気にならず死なないと主張する者もいるが根拠は不明。
- 暑さや寒さに対し非常に強い耐性をもち、ストレスを受けることなく順調に成長を続けることができると主張する者もいるが根拠は不明。
- 優れた質の良い肉質になる。毒物や薬物は一切検出されず、鮮度も良く長持ちすると主張する者もいるが根拠は不明。

美容
腸内が酸性化され有害な菌（悪玉菌）が殺されるため、便通が良くなり腸内環境が改善されると主張する者もいるが根拠は不明。体内の老廃物が排出されるため免疫力が向上し、病気になりにくい身体がつくられると主張する者もいるが根拠は不明。美肌効果も高く、アトピー性皮膚炎などにも効果を発揮すると主張する者もいるが根拠は不明。
除染
BSJ複合菌は放射能汚染物質の分解・処理が可能であり卓越した効果を発揮すると主張する者もいるが根拠は不明。